# Król wzgórza
Król wzgórza (oryg. King of the Hill) – film z 1993 roku w reżyserii Stevena Soderbergha.

## Fabuła
Film oparty na wspomnieniach o dorastaniu w kryzysie lat 30. pisarza A.E. Hotchnera. Nastolatek stara się przetrwać samodzielnie w nędznym hotelu w St. Louis, kiedy jego matka trafia do sanatorium z powodu gruźlicy, podczas gdy jego ojciec, imigrant z Niemiec, komiwojażer, odbywa długie podróże handlowe, z których może nie wrócić.

## Obsada
- Jesse Bradford – Aaron Kurlander
- Jeroen Krabbé – Erich Kurlander
- Lisa Eichorn – Pani Kurlander
- Karen Allen – Pani Mathey, nauczycielka Aarona
- Spalding Gray – Pan Mungo
- Elizabeth McGovern – Lydia
- Cameron Boyd – Sullivan Kurlander
- Joe Chrest – Ben
- Adrien Brody – Lester Silverstone
- Katherine Heigl – Christina Sebastian
- Amber Benson – Ella McShane
- Lauryn Hill – Arletta